# Valutazione completa circonferenziale e del fondo lesionale estemporanea

Approccio di Mohs tramite la similitudine di una vaschetta di alluminio: l'area della vaschetta (inferiore, laterale e superiore) stata rappresentata in "due dimensioni" semplicemente schiacciando il tessuto. Le sezioni orizzontali permetteranno di analizzare tutti i margini della vaschetta.

La valutazione completa circonferenziale e del fondo lesionale estemporanea (in sigla CCPDMA, dall'inglese complete circumferential peripheral and deep margin assessment) che consente la valutazione quasi completa dei margini di escissione di una lesione. Viene utilizzato per la rimozione di particolari tumori, soprattutto quelli cutanei.
Vi sono due tipologie di chirurgia basate sull'approccio del CCPDMA: chirurgia di Mohs ed escissione chirurgica accoppiata alla valutazione dei margini. Altri esempi di CCPDMA sono presenti in molteplici testi di patologia classica e sono descritti come tecniche di valutazione dei margini inferiori e laterali, soprattutto in relazione a preparati di forma ellittica.
La prima richiede solitamente una ricostruzione chirurgica in seguito alla rimozione della lesione, operazione effettuata da un chirurgo plastico. L'escissione chirurgica ha invece il vantaggio di lasciare una ferita che sarà possibile suturare direttamente in seguito all'escissione.

Fig 1: Tecnica classica del "bread-loafing".
È rappresentata una zona di cute contenente un tumore (nero scuro). Il margine chirurgico è rappresentato dal perimetro dell'ellissi (in due dimensioni) ma anche dalle superfici laterali e inferiori della zona escissa. Con il bread loafing vengono praticate delle sezioni verticali in maniera casuale (nella figura sono rappresentate da linee parallele ravvicinate che intersecano il tumore). Questo approccio non consente all'anatomopatologo di riconoscere i margini reali del tumore: ad esempio non è in grado di individuare le micrometastasi (roots nella figura) poiché la sezione esaminata non le include.

Questa tecnica condivide gli stessi principi della tecnica standard del bread loafing (letteralmente tradotta come "taglio del pane", poiché il tessuto viene sezionato in tante piccole fette prima di essere esaminato) con la differenza che esamina tutte le sezioni ottenute (e non le seleziona in maniera casuale).

## Differenze con labread loafing
La valutazione classica dei vetrini di patologia è solitamente denominata "bread loafing" e consente soltanto la valutazione parziale del margine chirurgico. Questo implica che l'approccio della CCPDMA è migliore dal punto di vista diagnostico perché diminuisce le percentuali di falsi negativi. La bread loafing infatti estrapola soltanto alcuni porzioni del margine chirurgico del preparato, e pertanto è possibile registrare l'assenza del tumore anche quando in realtà è presente. La CCPDMA permette la completa valutazione del margine chirurgico senza effettuare alcuna semplificazione statistica o alcuna assunzione teorica sui margini.
Il primo vantaggio del metodo CCPDMA è che consente la valutazione completa dell'intero margine chirurgico del preparato. Il secondo vantaggio della CCPDMA riguarda l'invasività: aumentando la precisione, il chirurgo rimuove soltanto una piccola porzione di margine chirurgico. Poiché i metodi basati sull'approccio CCPDMA utilizzano solitamente fissativi fisici (sezioni congelate), ad un aumento di sensibilità si può associare anche un aumento della velocità di diagnosi. Se si rileva un margine chirurgico positivo la sezione può essere rimossa lo stesso giorno. Inoltre, poiché la tecnica è più semplice da eseguire non richiede un esame intraoperatorio e il chirurgo può mandare il preparato in altre UOC: ciò prolunga inevitabilmente la durata dell'operazione nell'ordine di giorni.
CCPDMA si basa sui principi di base del sezionamento. Da un punto di vista fisico, il margine reale non è mai valutato poiché una piccola percentuale di questo viene comunque rimossa durante il taglio del tessuto per la preparazione al vetrino. Tuttavia si risolve questa complicazione mediante il sezionamento seriale: ciò avvicina la valutazione dei margini a circa il 100%.